# Communes de la province de Sardaigne du Sud
- Haut – A
- B
- C
- D
- E
- F
- G
- H
- I
- J
- K
- L
- M
- N
- O
- P
- Q
- R
- S
- T
- U
- V
- W
- X
- Y
- Z

## A
- Arbus
- Armungia

## B
- Ballao (Italie)
- Barrali
- Barumini
- Buggerru
- Burcei

## C
- Calasetta
- Carbonia
- Carloforte
- Castiadas
- Collinas

## D
- Decimoputzu
- Dolianova
- Domus de Maria
- Domusnovas
- Donori

## E
- Escalaplano
- Escolca
- Esterzili

## F
- Fluminimaggiore
- Furtei

## G
- Genoni
- Genuri
- Gergei
- Gesico
- Gesturi
- Giba
- Goni
- Gonnesa
- Gonnosfanadiga
- Guamaggiore
- Guasila
- Guspini

## I
- Iglesias
- Isili

## L
- Las Plassas
- Lunamatrona

## M
- Mandas
- Masainas
- Monastir
- Muravera
- Musei

## N
- Narcao
- Nuragus
- Nurallao
- Nuraminis
- Nurri
- Nuxis

### O
- Orroli
- Ortacesus

## P
- Pabillonis
- Pauli Arbarei
- Perdaxius
- Pimentel
- Piscinas
- Portoscuso

## S
- Sadali
- Samassi
- Samatzai
- San Basilio
- San Gavino Monreale
- San Giovanni Suergiu
- San Nicolò Gerrei
- San Sperate
- San Vito
- Sanluri
- Sant'Andrea Frius
- Sant'Anna Arresi
- Sant'Antioco
- Santadi
- Sardara
- Segariu
- Selegas
- Senorbì
- Serdiana
- Serramanna
- Serrenti
- Serri
- Setzu
- Seui
- Seulo
- Siddi
- Siliqua
- Silius
- Siurgus Donigala
- Soleminis
- Suelli

## T
- Teulada
- Tratalias
- Tuili
- Turri

## U
- Ussana
- Ussaramanna

## V
- Vallermosa
- Villacidro
- Villamar
- Villamassargia
- Villanova Tulo
- Villanovaforru
- Villanovafranca
- Villaperuccio
- Villaputzu
- Villasalto
- Villasimius
- Villasor
- Villaspeciosa